# Jörg Prophet

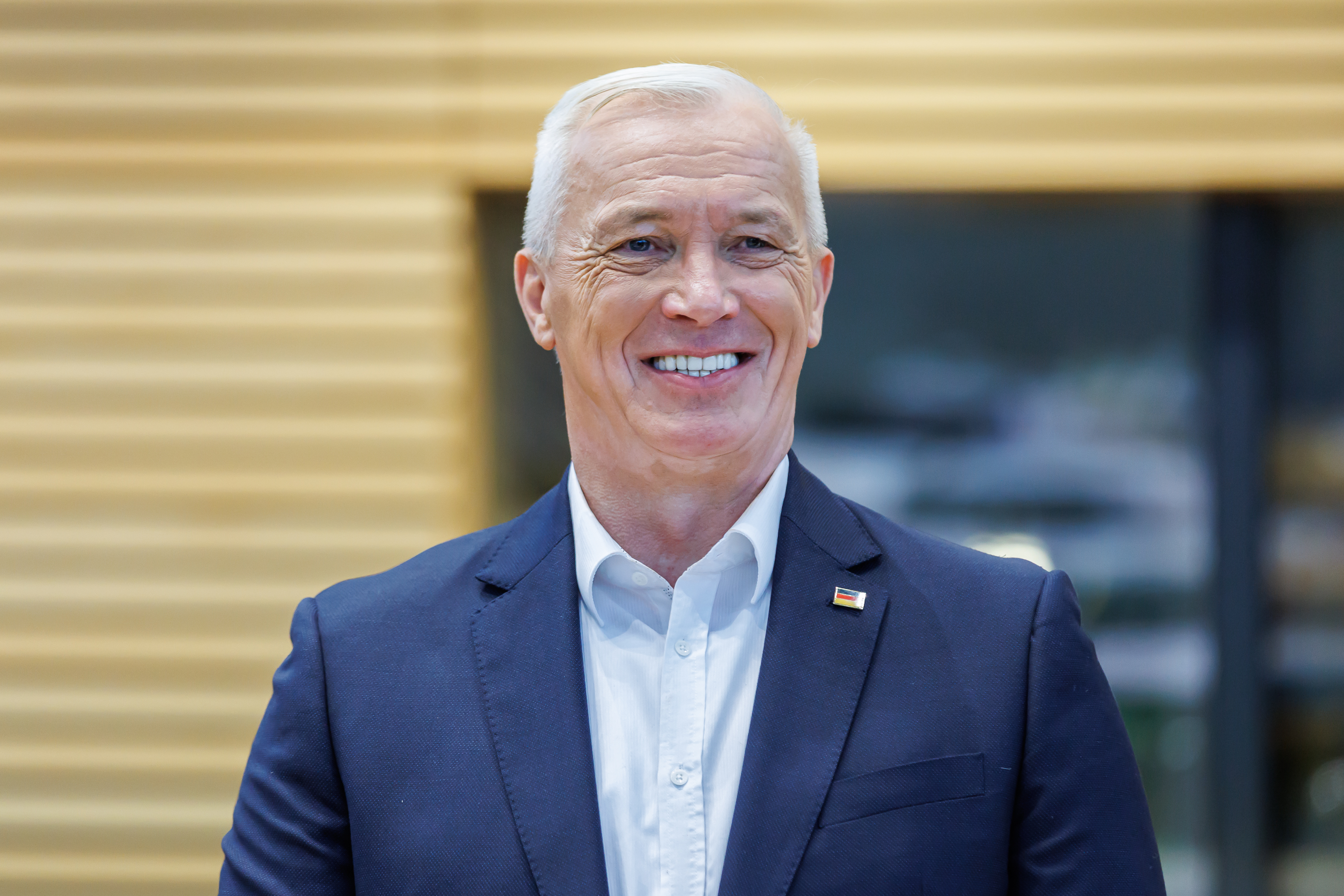
Jörg Prophet (2024)

Jörg Prophet (* 1962 in Schwerin) ist ein deutscher Unternehmer und Politiker (AfD). Seit 2024 ist er Mitglied des Thüringer Landtages.

## Leben
Prophet wurde 1962 in Schwerin geboren und zog 1969 mit seiner Familie nach Nordhausen am Harz. Nach einer Ausbildung zum Maschinen- und Anlagenmonteur und einem Grundwehrdienst bei der NVA arbeitete er in verschiedenen Positionen im Maschinenbau. 1988 beantragte er die Ausreise aus der DDR, was im Oktober 1989 zur Ausbürgerung führte. Die Familie zog 1990 nach Westdeutschland, wo er als Maschinenbaumeister tätig war und später mehrere Unternehmen gründete. Seit 2000 lebt er wieder in Nordhausen.
Prophet ist verheiratet und hat zwei Kinder.

## Politik
2016 trat Prophet in die AfD ein. Seit 2019 ist er Mitglied des Kreistags und Stadtrats Nordhausen und war bis 2024 Fraktionsvorsitzender in beiden Gremien. 2023 kandidierte er für das Amt des Oberbürgermeisters von Nordhausen, unterlag jedoch mit 45,1 % in der Stichwahl gegen den Amtsinhaber Kai Buchmann.
Jörg Prophet stand auf Platz 6 der Landesliste seiner Partei für die Thüringer Landtagswahl 2024. Er wurde als Direktkandidat im Wahlkreis Nordhausen I mit 40,3 % in den Landtag gewählt. Dort ist er einer von mehreren stellvertretenden Vorsitzenden der Fraktion. Im Januar 2025 wurde er von seiner Fraktion als Kandidat für den vakanten Posten eines Vizepräsidenten des Landtags aufgestellt; die Fraktionen von CDU, SPD und Linken erklärten ihn jedoch „wegen geschichtsrevisionistischer Äußerungen und einer Relativierung des Holocausts“ für nicht wählbar, wodurch er nicht gewählt wurde.

## Erwähnung im Verfassungsschutzbericht 2021
Im Jahr 2021 wurde ein Blog-Eintrag des Nordhäuser AfD-Regionalverbandes im Thüringer Verfassungsschutzbericht erwähnt, der Prophet zugeordnet wurde, ohne ihn namentlich zu nennen. Der bescheinigt dem Autor ein „geschlossenes revisionistisches Geschichtsbild“. Der Blog-Beitrag wurde später gelöscht.